# Nassauvia magellanica
Nassauvia magellanica là một loài thực vật có hoa trong họ Cúc. Loài này được J.F.Gmel. mô tả khoa học đầu tiên năm 1791.